# Jutlandicoccus
Jutlandicoccus är ett släkte av insekter. Jutlandicoccus ingår i familjen filtsköldlöss.
Kladogram enligt Catalogue of Life:
| Jutlandicoccus | \| \| Jutlandicoccus pauper \| \| \| \| \| \| Jutlandicoccus perfectus \| \| \| \| |
|                | \| \| Jutlandicoccus pauper \| \| \| \| \| \| Jutlandicoccus perfectus \| \| \| \| |
|                | Jutlandicoccus pauper                                                              |
|                |                                                                                    |
|                | Jutlandicoccus perfectus                                                           |
|                |                                                                                    |